# Altreformierte Kirche (Neermoor)

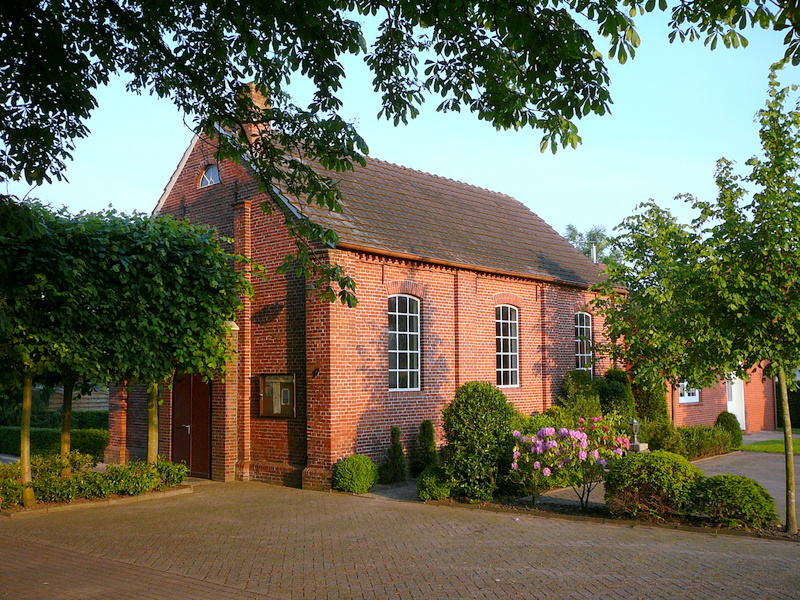
Altreformierte Kirche in Neermoor

Die Altreformierte Kirche in Neermoor, Gemeinde Moormerland, wurde im Jahr 1865 gebaut und ist eine der kleinsten Kirchen Ostfrieslands. Die Kirchengemeinde wurde zum 1. Januar 2017 aufgelöst. 

## Geschichte

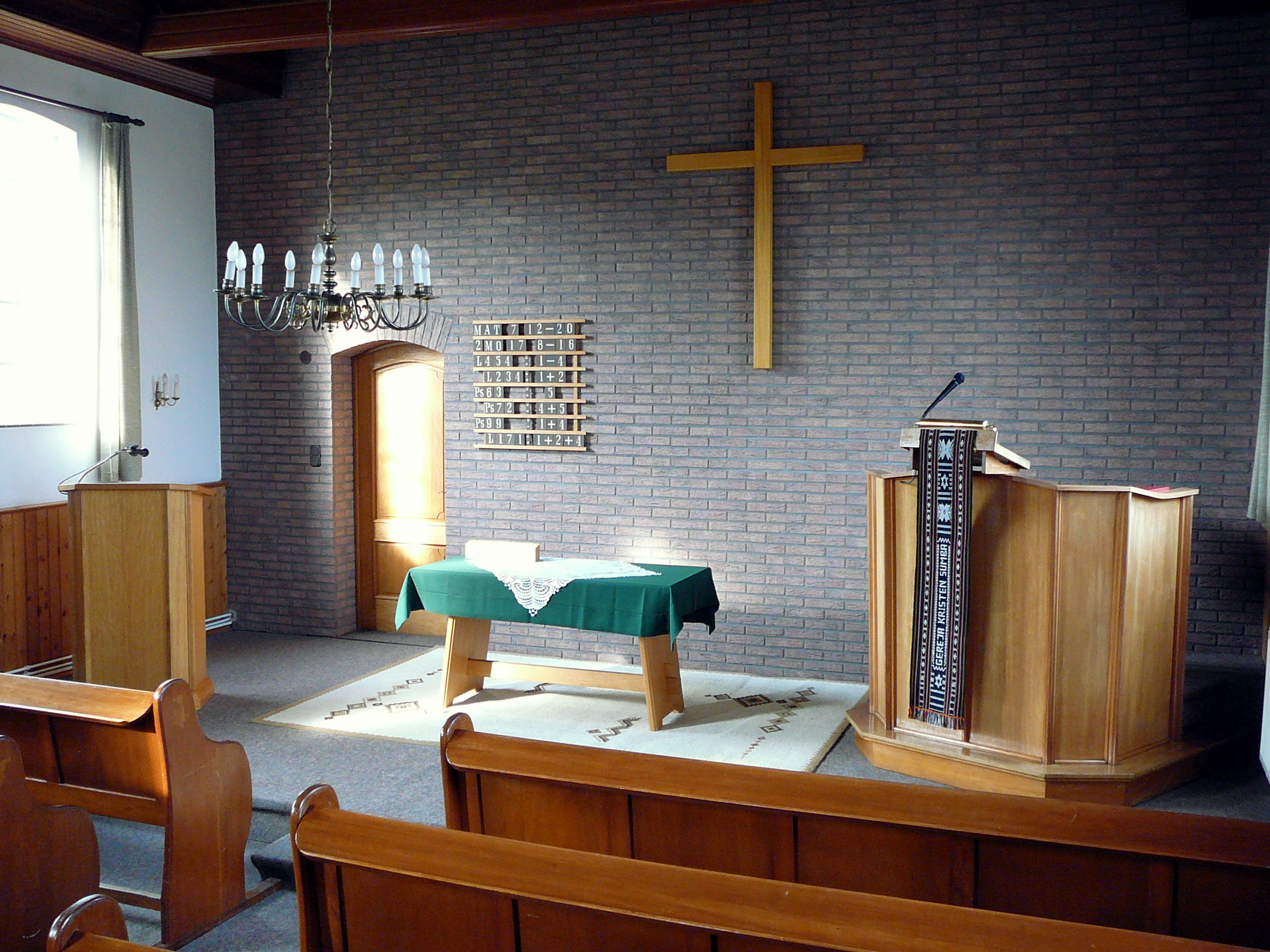
Innenraum

Die altreformierten Kirchengemeinden entstanden aus einer Abspaltungsbewegung von der Reformierten Kirche. Die Gemeinde in Neermoor ist die jüngste altreformierte Gemeinde Ostfrieslands und wurde 1861 von Pastor J. B. Sundag aus Bentheim mit acht Gemeindegliedern gegründet. Als erster Pastor wird 1864 Nickolas Steffens angestellt. 
1865 wurde die Einraum-Saalkirche mit Satteldach, Eckpilastern und je drei Segmentbogen-Fenstern an den Langseiten gebaut. Die Langseiten werden durch Pilaster gegliedert und oben mit einem Fries abgeschlossen. Das Eingangsportal ist etwas vorgebaut und wird von zwei Pilastern flankiert, die bis ins Giebeldreieck emporreichen. In der Giebelspitze ist ein kleines halbrundes Fenster angebracht.
Hinter der Kirche wurde im Jahr 1974 ein kleiner Anbau für Gemeinderäume ergänzt. 1885 bis 1888 war die Gemeinde mit Ihrhove und 1891/92 und 1955 bis 1958 mit Emden verbunden. Seit 1975 teilen sich Neermoor und Ihrhove eine gemeinsame Pastorenstelle.
Das Kirchengebäude wurde im Jahr 1995 unter Denkmalschutz gestellt.
Am 31. Dezember 2014 umfasste die Gemeinde 60 Mitglieder. Da nach einem weiteren Rückgang der Mitgliederzahl auf 49 im Jahr 2016 kein beschlussfähiger Kirchenrat mehr gebildet werden konnte, wurde die Auflösung der Kirchengemeinde zum 1. Januar 2017 unausweichlich. Das Gebäude ist im Dezember 2017 in private Nutzung übergegangen, wird jedoch mit Inneneinrichtung erhalten.

## Ausstattung

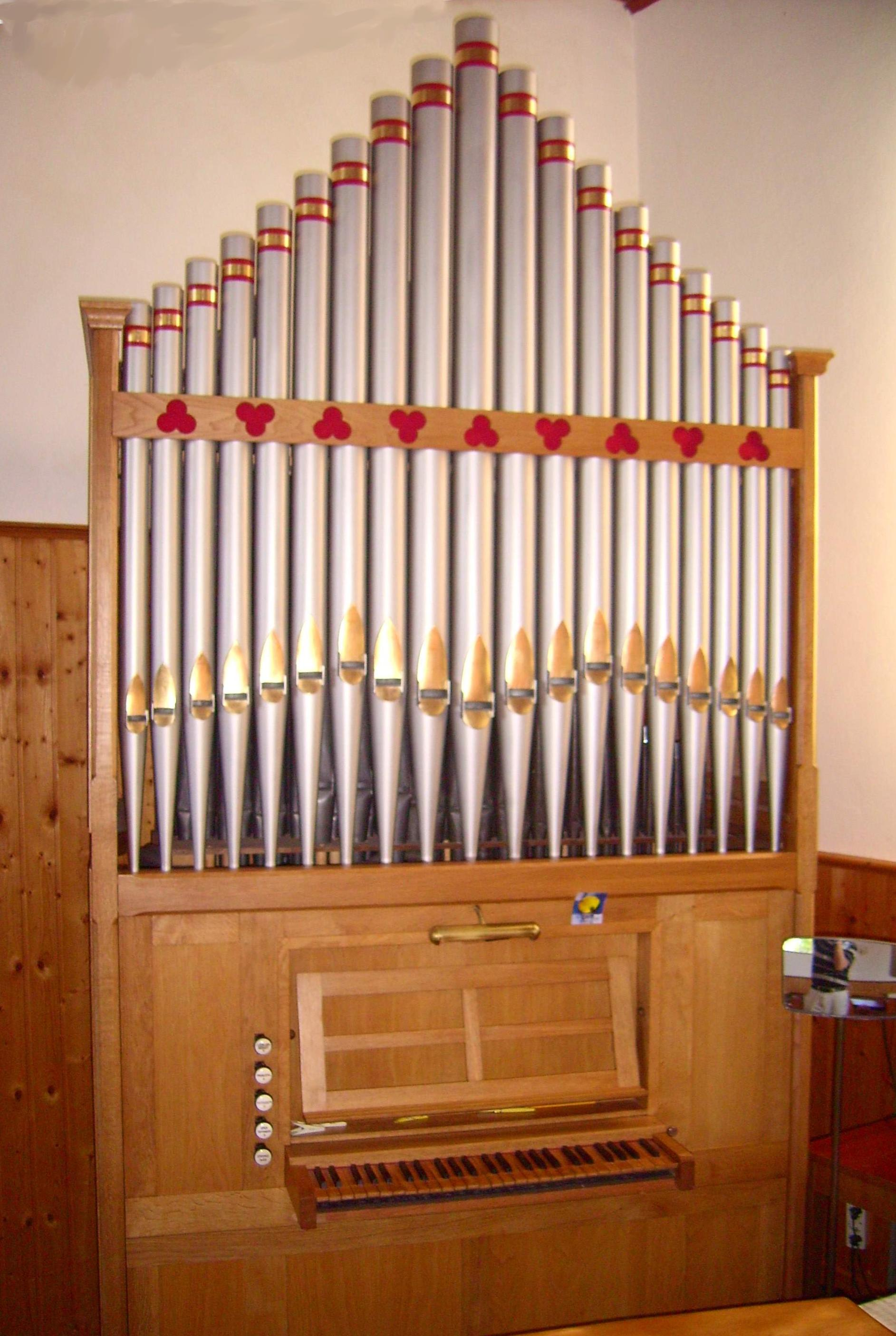
Orgel in Neermoor

Das Kircheninnere ist mit einer Kanzel, einem Tisch und einem Lesepult schlicht gestaltet. Auf zwölf Bänken aus dem Jahr 1954 finden die Gottesdienstbesucher Platz. 
Der Abendmahlstisch und ein zweiter Kelch wurden 1987 angeschafft. Seit 2009 ist an der Stirnseite ein hölzernes Kreuz angebracht.

### Orgel
Die englische Orgel stand zuletzt in St Alban’s, Blue Bell Hill, Chatham (Kent). Sie wurde um 1900 von Positive-Organ-London gebaut und 1993/94 von Gerrit Geerds für Neermoor umgebaut. Sie verfügt über vier Register auf einem Manual und angehängtes Pedal.
Das Gehäuse wurde weitgehend erneuert. Die Pfeifen im Prospekt stammen aus der Orgel der Unitarian Reformed Church im Risca (England), die von Henry Salter Neath gebaut wurde. Für das verlorene vierte Register wurde als Ersatz ein „Open Diapason“ aus einer Orgel der Trinity Church Atherton (England) erworben und eingebaut.